# Суха (Опольське воєводство)
Суха (пол. Sucha, нім. Suchau) — село в Польщі, у гміні Стшельці-Опольські Стшелецького повіту Опольського воєводства.
Населення — 679 осіб (2011).

## Демографія
Демографічна структура станом на 31 березня 2011 року:
|          | Загалом | Допрацездатний вік | Працездатний вік | Постпрацездатний вік |
| -------- | ------- | ------------------ | ---------------- | -------------------- |
| Чоловіки | 346     | 61                 | 239              | 46                   |
| Жінки    | 333     | 50                 | 207              | 76                   |
| Разом    | 679     | 111                | 446              | 122                  |